# Sony Building

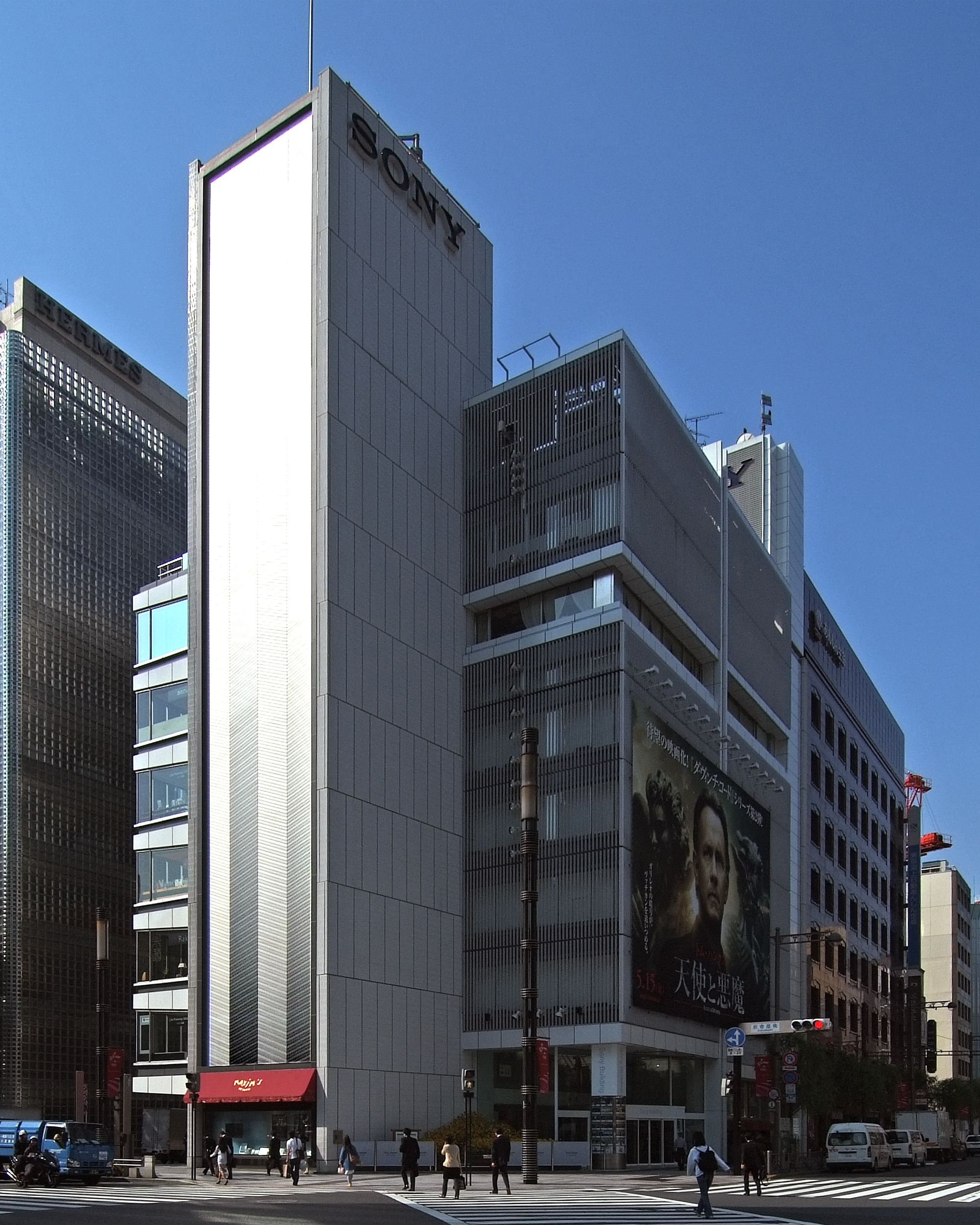
Vue latérale

Le Sony Building (ソニービル, Sonī biru), conçu par l'architecte japonais Yoshinobu Ashihara inauguré en 1966 dans le quartier Ginza de l'arrondissement de Chūō-ku à Tokyo, se trouve à un emplacement de premier plan sur Harumi-dori, Ginza. Le bâtiment est un exemple d'architecture postmoderne, et l'extérieur est encore en bon état, avec des rénovations majeures ayant été réalisées à l'intérieur. La décoration originale orne toujours la façade.
En 2016, la démolition du bâtiment est décidée. Le Sony Building fermera ses portes le 31 mars 2017. Une fois la démolition achevée, le lieu servira de parc, appelé Ginza Sony Park, de 2018 à 2020. La construction d'un nouveau Sony Building sera ensuite entamée, pour une ouverture prévue en automne 2022.